# Isola degli Stati

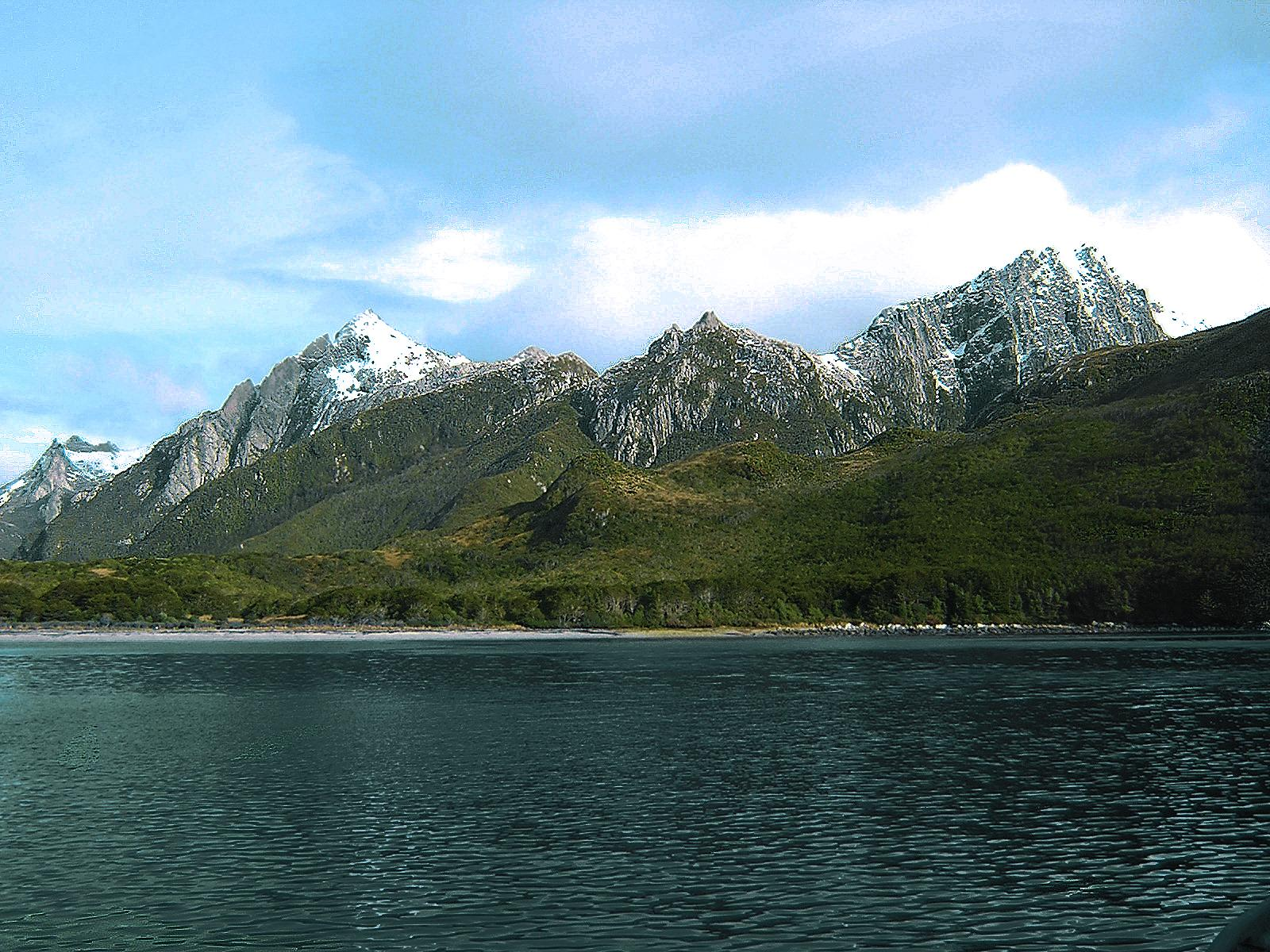
Isola degli Stati

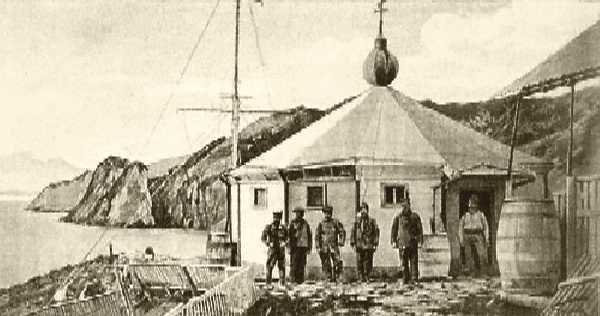
Faro San Juan del Salvamento (1898)

L'isola dell'Argentina nota come Isla de los Estados si trova nell'Atlantico del Sud a est dell'Isola Grande della Terra del Fuoco. Appartiene al Dipartimento di Ushuaia della provincia argentina della Terra del Fuoco, Antartide e Isole dell'Atlantico del Sud, e lo stretto di Le Maire, largo 24 km che la separa dalla penisola Mitre.
Dal momento che è stata dichiarata riserva naturale, l'accesso viene ristretto a piccoli gruppi di turisti autorizzati, che partono da Ushuaia, con l'obbligo di pernottare sul traghetto.

## Geografia
Si trova a 54° di latitudine Sud, tra le longitudine Ovest 63° 47' e 65° 46'. In direzione nord-sud arriva a raggiungere anche soltanto 500 m di larghezza, raggiungendo la massima larghezza di 16 km. Ha 65 km di lunghezza e si eleva in media di 500 m sul livello del mare, rappresentando l'ultima propaggine nel continente americano della Cordigliera delle Ande, prima di sprofondare nell'Oceano Atlantico. Si estende su 534 km². Ha un'orografia molto accidentata, come avviene anche per la linea di costa, frastagliata da fiordi e baie. Il clima è molto umido, le precipitazioni superano i 2.000 mm di pioggia annuali.
La montagna più alta è il Monte Bove che raggiunge 823 m s.l.m..
L'isola è circondata da altre isole minori e isolotti, la maggiore tra queste l'Isola Observatorio, a 6,5 km al nord dell'Isola degli Stati, con area di 4 km².
La vegetazione è composta da boschi di faggi (Nothofagus betuloides) e di cannella di Winter (Drimys winteri), arbusti spinosi (come il calafate (Berberis buxifolia) e il sottobosco di felci, licheni e muschi.
La fauna è composta da animali marini che vivono sulle coste (pinguini, otarie, nutrie marine, gabbiani, cormorani, Procellaria) e, nelle lagune interne, la lontra di fiume meridionale (Lutra provocax) e il pesce puyen o cuyén (Galaxias maculatus).
Sono stati introdotti inoltre, capre (1868) e cervi (1973).
La postazione navale di Puerto Parry dell'Armata Argentina è situata in un fiordo profondo e angusto, fiancheggiato in entrambi i lati da montagne con più di 600 metri di altezza. È l'unico sito abitato nell'Isola degli Stati e la sua funzione è di sorvegliare le imbarcazioni che navigano nella zona. Ha in dotazione quattro marinai che si alternano a rotazione ogni 45 giorni.

## Storia
Fu scoperta da Willem Schouten e Jacob Le Maire il 25 dicembre del 1615, che la chiamarono Paese dei Signori degli Stati. Il capitano olandese Hendrick Brouwer la circumnavigò nel 1643. Isola degli Stati, dall'olandese Stateneilan, deriva dal nome del parlamento della Repubblica delle Sette Province Unite.
Esperto dei pericoli dei mari circostanti, il marinaio argentino Luis Piedra Buena, che aveva già salvato un gruppo di naufraghi tedeschi, costruì nel 1862 un rifugio vicino alla baia - quasi un fiordo- chiamata Puerto Cook. Piedra Buena gestì per vari anni nell'isola l'estrazione di olio di foca e di pinguino.
Il 6 ottobre del 1868, una legge approvata dal Congresso Nazionale concesse a Luis Piedra Buena la proprietà della Isla de los Estados in riconoscimento delle sue opere umanitarie e per l'affermazione della supremazia argentina sulle lontane terre australi.
Il Faro di San Juan de Salvamento fu inaugurato il 25 maggio del 1884 e rimase in funzione sino al 1889. Il faro, meglio conosciuto come "il faro in capo al mondo", ispirò a Jules Verne il suo romanzo omonimo, pubblicato nel 1905. Sull'isola fu inoltre costruita una prigione militare, che rimase in funzione tra il 1899 e il 1902, e fu in seguito trasferita a Ushuaia.
Il 19 maggio del 1909 venne stabilito con Decreto la divisione amministrativa dei territori nazionali, individuando i limiti nel soppresso Dipartimento Isola degli Stati (dipendenza del Territorio della Tierra del Fuego), che comprendeva "(...) le isole dello stesso nome e tutte le altre che si incontrano nell'Atlantico meridionale sotto la sovranità di diritto della Repubblica Argentina".